# Banksia aquilonia
Banksia aquilonia (A. S. George, 1996) è una pianta appartenente alla famiglia delle Proteaceae, endemica del Queensland settentrionale, sulla costa nord-orientale dell'Australia.

## Descrizione
Con un'altezza media di 8 metri, ha foglie strette verde lucido lunghe fino a 20 cm e alte spighe di fiori giallo pallido di 6–10 cm, note come infiorescenze, che appaiono in autunno. Quando le spighe maturano, i fiori cadono e si sviluppano fino a 50 follicoli, ognuno dei quali contiene due semi.
Nel 1981 Alexander Segger George descrisse la pianta nella sua monografia sul genere Banksia come una varietà di Banksia integrifolia, ma in seguito fu riclassificata come una specie separata. Studi genetici mostrano un legame a Banksia plagiocarpa, Banksia oblongifolia e Banksia robur. La specie si trova nei margini umidi della foresta sclerofilla e della foresta pluviale su terreni sabbiosi. Banksia aquilonia si rigenera dopo gli incendi boschivi germinando da gemme epicormici sotto la sua corteccia. Raramente viene coltivata.